# 波特肖特萊克 (明尼蘇達州)
波特肖特萊克（英語：Potshot Lake）是位於美國明尼蘇達州聖路易斯縣的一個未組織地區。

## 地方資料
波特肖特萊克的面積為92.08平方千米，當中陸地面積為91.95平方千米，而水域面積為0.13平方千米。根據2020年美國人口普查的數據，當地共有人口63人，而人口密度為每平方千米0.68人。